# AMC Javelin

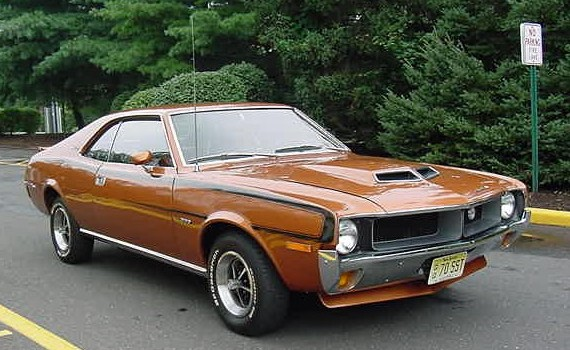
AMC Javelin del 1970 amb el paquet "Go Package"

L'AMC Javelin va ser un automòbil tipus "pony car" construït per American Motors Corporation (AMC) els anys 1968-1974. Va ser creat per a rivalitzar amb vehicles de la mateixa categoria, com el Ford Mustang i el Chevrolet Camaro.
En l'actualitat els Javelin no tenen l'interès pels col·leccionistes que poden tenir altres muscle car o pony car. Tot i així, per algunes unitats dels Javelin s'han arribat a pagar més que per un Plymouth 'Cuda o un Dodge Challenger.

## Primera generació (1968-1970)

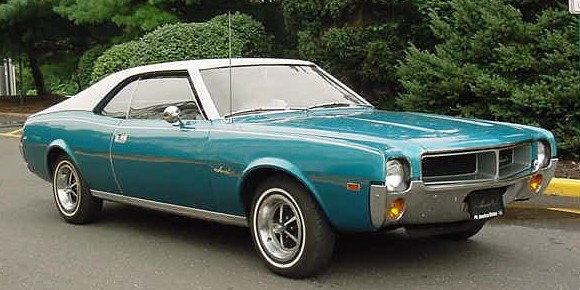
AMC Javelin del 1969 amb el paquet "SST"

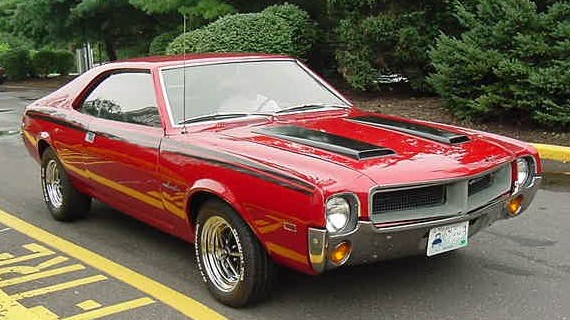
AMC Javelin base del 1968

El Javelin va debutar l'any 1968 amb un ample ventall de motors, des de la versió econòmica de 6 cilindres en línia 3.8 L AMC i 3 motors de 8 cilindres en V 4.8 L AMC, 5.6 L AMC i 6.4 L AMC, disponible a partir del 1969 i procedent del AMX que va oferir-se en opció i acompanyat del paquet "Go Package" que incloïa frens de disc davanters, tubs d'escapament dual i pneumàtics de major amplada. El paquet 'SST donava un major grau de luxe, la pintura "Big Bad" (anys 1969 i 1970) o el "Mod Javelin", que inclou un aleró posterior i dues sortides d'aire (sense cap funció més enllà de l'estètica) en el capó. AMC va donar molt de suport al Javelin i l'AMX en oferir moltes opcions i accessoris, entre els quals destaquen paquets per augmentar el rendiment del motor (carburadors o culates de major capacitat).
Road & Track va valorar-lo entre els seus competidors. Va sentir que el problema d'equipar un motor de "gran cubicatge, pes i molta potència" (big, heavy, super-powerful engine) era un punt a favor seu, i el seu disseny es va considerar satisfactori. Però, el seu handicap principal era el no equipar de sèrie la direcció assistida, fet que el feia força lent. Aquesta lentitud es veia agreujada amb els frens de disc i tambor que equipava. Molts periodistes van criticar el disseny i els materials emprats en el Javelin, considerant-los no destacables.
Una versió més curta del Javelin va fabricar-se els anys 1968-1970: L'AMC AMX.

### Motors
- 3.8 L (232 in³) AMC L6, 145/155 hp
- 4.8 L (290 in³) AMC V8, 255 hp
- 5.6 L (343 in³) AMC V8, 280 hp
- 6.4 L (390 in³) AMC V8, 315 hp

## Segona generació (1971-1974)

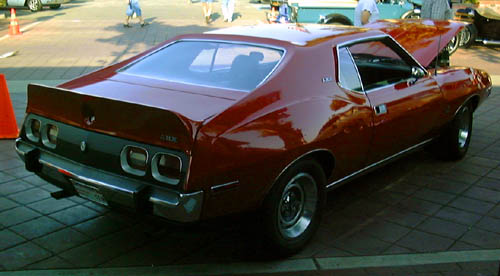
AMC Javelin AMX Edició Pierre Cardin del 1973

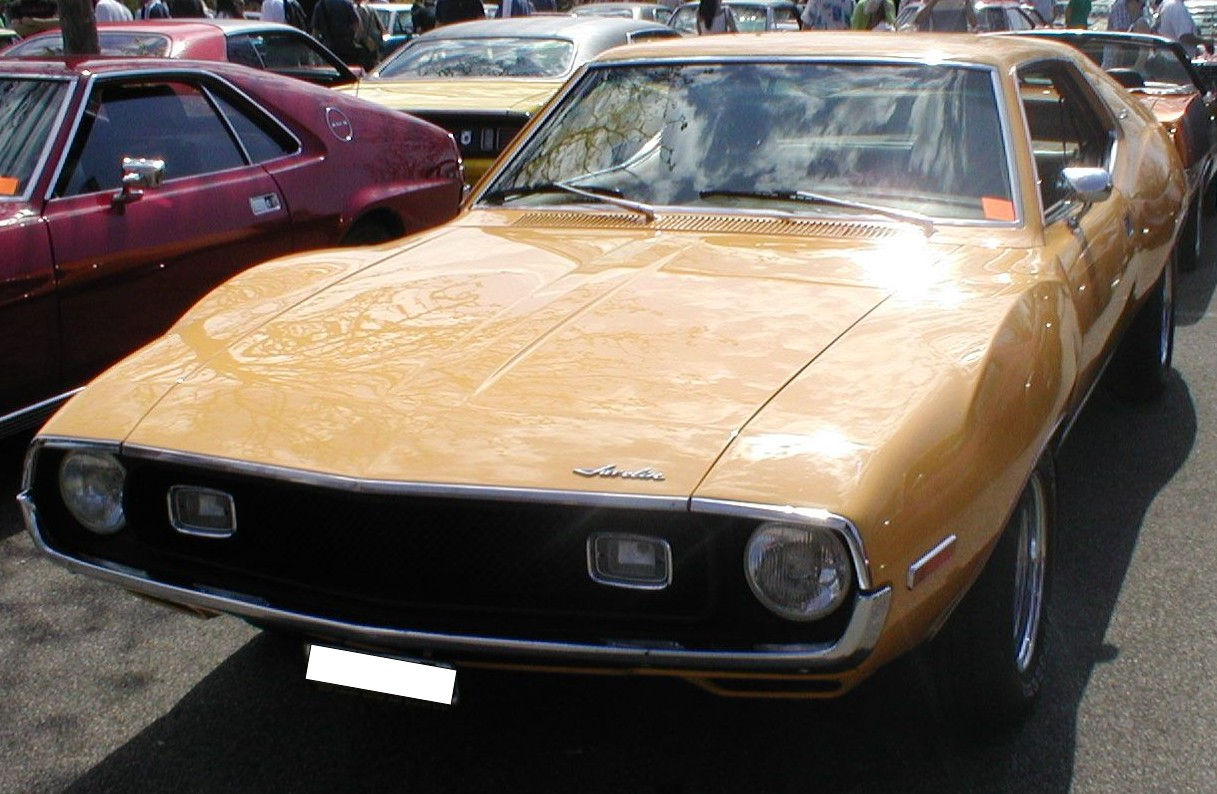
AMC Javelin del 1972 amb els polèmics fender bulges

El Javelin va rebre un redisseny el 1971 per a incorporar elements que havien estat més demanats en les personalitzacions dels primers Javelin en els circuits Trans-Am. S'integrà a la carrosseria un aleró posterior i s'ajustà el vehicle amb uns fender bulges perquè equipara pneumàtics de major amplada, un fet molt criticat pels mitjans, que van qualificar-lo "...com el Corvette però amb menys gràcia...".
Tant en transmissions com en motors, va haver-hi un ample ventall d'opcions que anaven des del motor 3.8L (232 in³) de 6 cilindres en línia fins a un potent 6.6L (401 in³) V8, d'alta relació de compressió que podia girar fins a 8000 rpm. L'interior es va fer de manera no simètrica, fent que cada component estigués ubicat en una disposició diferent. L'acabat interior Pierre Cardin usava un patró molt imaginatiu amb un material dur i d'aspecte satinat que recorria dels seients fins a les portes, al sostre i a la part posterior fins als seients de nou.
Els AMC AMX van esdevenir un paquet d'altes prestacions per al Javelin. Els Javelin AMX equipaven la majoria de modificacions que AMC havia usat a les Trans-Am anunciant-lo com "la cosa més pròxima a un (vehicle) campió de les Trans-AM que pots comprar" (the closest thing you can buy to a Trans-Am champion). Algunes de les modificacions van ser una graella d'acer, l'ús de la fibra de vidre en el capó i uns alerons frontals i posteriors per adquirir major tracció en grans velocitats. De fet, aquests Javelins els va fer servir Penske/Donohue team. El Javelin va guanyar les Trans-Am els anys 1971-1973.
La producció del Javelin acabà el 1974 a causa de la crisi del petroli del 1973 i una disminució en l'interès de vehicles d'altes prestacions. A diferència d'altres pony car, AMC mai va suprimir la seva gamma de mecàniques d'altes prestacions.

### Motors
- 3.8 L (232 cu in) AMC L6, 135 hp
- 4.2 L (258 cu in) AMC L6, 150 hp
- 5.0 L (304 cu in) AMC V8, 210 hp
- 5.9 L (360 cu in) AMC V8, 245 hp (carburador de doble cos)
- 5.9 L (360 cu in) AMC V8, 285 hp (carburador de 4 cossos)
- 6.6 L (401 cu in) AMC V8, 335 hp

## Mides del Javelin
- Batalla (Wheelbase): 2,794 m (110 in)
- Llargada (Length): 4,872 m (191.8 in)
- Amplada (Width): 1,910 m (75.2 in)

## Curiositats
- Karmann va fabricar des del 30 de desembre de 1968 fins al 2 de juliol del 1970 280 Javelins en règim de CKD que es van vendre a Europa. Aquest encàrrec va ser significatiu perquè era de disseny americà però de fabricació alemanya. El Karmann "Javelin 79-K" equipava un motor 5.6L (343 cu in) V8.
- Les versions amb el volant a la dreta, tant de la 1a com la 2a generació, van ser fabricades a Austràlia per AMI en règim de CKD, encara que el tauler de control i altres components van ser fabricats de manera local.
- Els Javelin van tenir bona fama a Europa perquè, en essència, oferien major espai a les places posteriors respecte dels pony car americans.
- Els Javelin equipats amb el motor 6.6L (401 cu in) van ser usats per l'Alabama Highway Patrol com a cotxes de policia els anys 1971 i 1972.